# Lophophorus impejanus

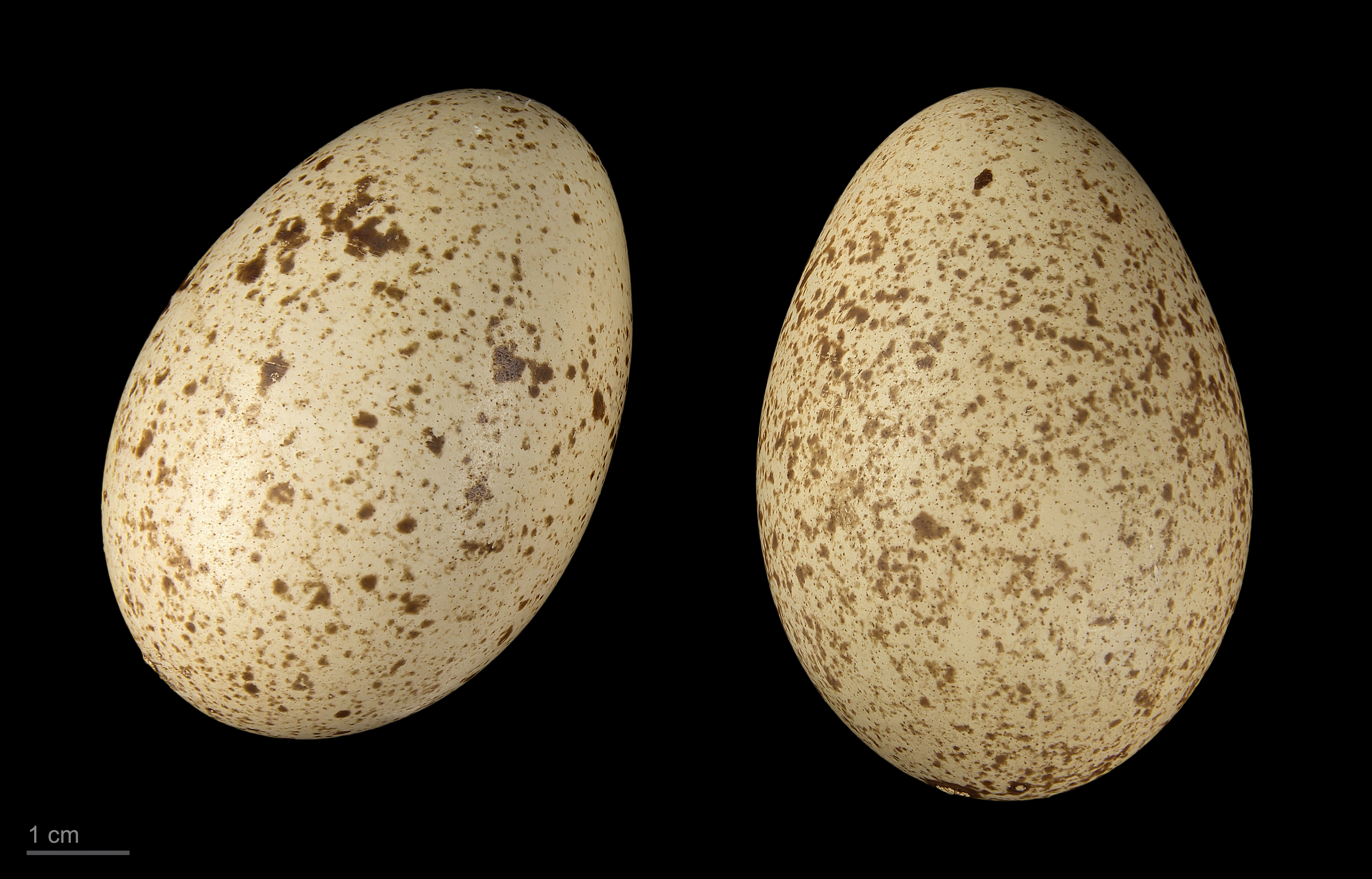
Lophophorus impejanus

Lophophorus impejanus là một loài chim trong họ Phasianidae.